# تپه قلعه کهنه (قلا کون)
تپه قلعه کهنه (قلا کون) مربوط به دوران پیش از تاریخ ایران باستان - دوران‌های تاریخی پس از اسلام است و در شهرستان قروه، بخش ئیلاق، روستای توبره ریز واقع شده و این اثر در تاریخ ۱۱ مهر ۱۳۸۳ با شمارهٔ ثبت ۱۱۱۶۵ به‌عنوان یکی از آثار ملی ایران به ثبت رسیده است.